# Glas-appliqué

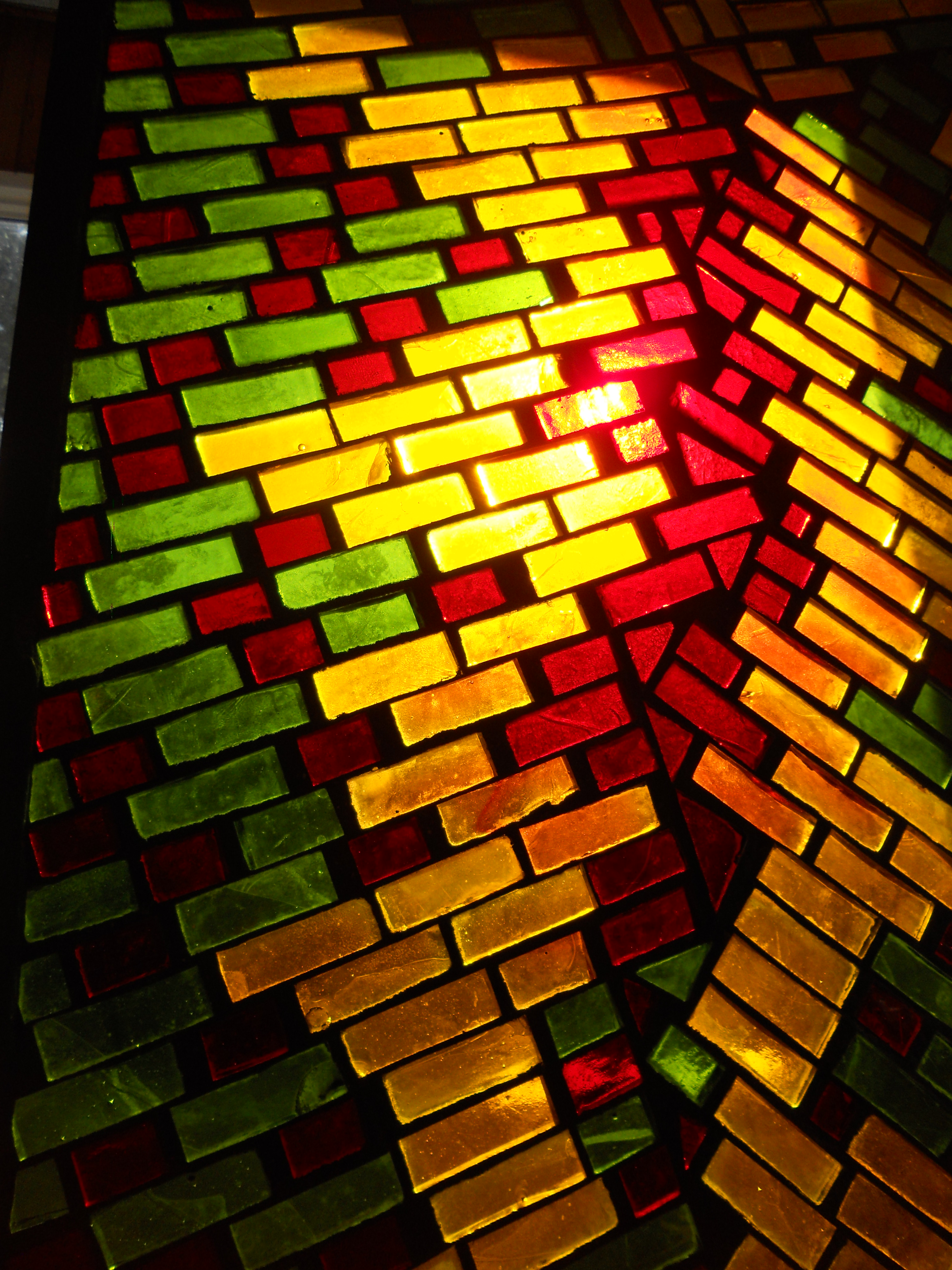
Glas-appliqué in het Musée du Verre et du Vitrail in het Franse Gordes

Glas-appliqué, ook wel gelijmd glas genoemd, is een appliqué-techniek die in de glaskunst veelvuldig wordt toegepast, al of niet in combinatie met glasfusing. De werkwijze wordt vaak gebruikt om grote glasoppervlakten te kunnen versieren of een bepaalde figuratie mee te geven, waarbij de voorstelling en de wand doorzichtig blijft.

## Toepassing
Vanaf 1945 zijn in Nederland vele glaswanden, glasgevels en muurdecoraties met deze techniek gerealiseerd. Kunstenaars als Lex Horn ontwikkelden deze techniek onder meer in samenwerking met glazeniers van Van Tetterode. Glas-appliqué heeft als voordeel dat gekleurde en uitgesneden glasvormen op allerlei manieren in het platte vlak verwerkt kunnen worden, zonder dat het glas verhit hoeft te worden. Ook wordt er geen gebruik gemaakt van lood als drager. Deze glas-op-glastechniek werd veel gebruikt in de wederopbouwperiode voor het maken van glaskunstwerken als onderdeel van moderne architectuur.

## Techniek
De van tevoren nauwkeurig uitgesneden en meestal verschillend gekleurde vormen van glas worden op een flexibele, doorzichtige kern van plexiglas gelijmd met een eveneens flexibele en doorzichtige glaslijm. Deze flexibiliteit is noodzakelijk om de aldus ontstane glasdecoratie bestand te laten zijn tegen interne spanningsverschillen binnen de gebruikte materialen, of tegen spanning die ontstaat door temperatuurverschillen. Bovendien heeft de lijm de mogelijkheid om kleine verschillen in dikte van de gebruikte glaslagen op te vullen zonder iets aan transparantie te verliezen.
Vanaf de jaren 1980 begonnen kunstenaars de glas-appliqué-methode ook te gebruiken voor het realiseren van zelfstandige glasbeelden. Ook hierbij wordt een plexiglas-kern gebruikt, waarop aan één of aan twee zijden daarvan de gekleurde, uitgesneden, platte glasvormen worden vastgelijmd. Wanneer beide zijden van de kern worden gebruikt ontstaat er de mogelijkheid om kleuren te mengen door aan iedere kant een verschillende kleur te gebruiken. Het licht valt door het gehele glazen beeld en zal zo beide kleurlagen met elkaar mengen. Om de gelijmde lagen een driedimensionale suggestie te geven worden er blanke brokken glas her en der op het gekleurde glas gelijmd. Deze zijn tevoren versmolten in een glasoven om scherpe randen en hoeken te verzachten.
Vanaf de jaren 1990 wordt glas-appliqué steeds meer verdrongen door glasfusing en zandstralen, of wordt het in combinatie met deze technieken toegepast.

## Kunstenaars
Kunstenaars die zelfstandig veel glas-appliqué-werken hebben uitgevoerd zijn Jan Meine Jansen, Louis la Rooy, Jan Dijker, Sjaak Smetsers, Willem van Oyen en Joop van den Broek. Ook Karel Appel heeft enkele werken in deze techniek gemaakt.